# Nasi okupanci
Nasi okupanci – felieton Tadeusza Boya Żeleńskiego na temat wpływu Kościoła katolickiego na życie społeczno-polityczne w Polsce, opublikowany w 1931 w tygodniku „Wiadomości Literackie”, a następnie w 1932 w zbiorze felietonów pod tym samym tytułem w Bibliotece Boya.
Termin „nasi okupanci” został pierwszy raz użyty w tytule  przez Tadeusza Żeleńskiego po przeczytaniu przez niego enuncjacji prymasa Augusta Hlonda wypowiadającego się na temat nowej ustawy małżeńskiej. Formę wypowiedzi oraz określenia użyte przez prymasa,  Boy Żeleński uznał za wypowiedzi okupanta w podbitym kraju.
Artykuł „Nasi okupanci” Tadeusza Boya Żeleńskiego był kilkakrotnie publikowany. W 1985  zamieszczony został w zbiorze pt. „Reflektorem w mrok” a  w 1992 r. w publikacji pt. „Dziewice konsystorskie. Piekło kobiet”.
Współcześnie tytuł ten używany jest m.in. przez środowiska antyklerykalne związane z tygodnikiem Fakty i Mity i odnosi się do Kościoła katolickiego w Polsce.